# Brignolia mapha
Espèce
Brignolia mapha est une espèce d'araignées aranéomorphes de la famille des Oonopidae.

## Distribution
Cette espèce est endémique de Thaïlande. Elle se rencontre dans les provinces de Chiang Mai et de Mae Hong Song.

## Description
La femelle holotype mesure 1,87 mm.

## Étymologie
Son épithète spécifique lui a été donné en référence au lieu de sa découverte, Pang Mapha.

## Publication originale
- [Platnick et al.] (en) Norman I. Platnick, Nadine Dupérré, Ricardo Ott et Yvonne Kranz-Baltensperger, « The goblin spider genus Brignolia (Araneae, Oonopidae) », Bulletin of the American Museum of Natural History, New York, Musée américain d'histoire naturelle, vol. 349,‎ 29 avril 2011, p. 1-131 (ISSN 0003-0090 et 1937-3546, OCLC 1287364, DOI 10.1206/743.1, lire en ligne).